# Jianbing
Jianbing (chino simplificado: 煎饼; chino tradicional: 煎餅; pinyin: jiānbǐng;) es una comida callejera tradicional china similar a las crepas. Es un tipo de bing que, generalmente, se come para el desayuno y es conocido como "uno de los desayunos callejeros más populares de China".
Los ingredientes principales del jianbing son una masa de harina de trigo y cereales, huevos y salsas. Se puede cubrir con diferentes rellenos y salsas como baocui (薄脆, galleta frita fina y crujiente), jamón, encurtidos de mostaza picados o en cubitos, cebolletas y cilantro, salsa de chile o salsa hoisin según las preferencias personales. A menudo se dobla varias veces antes de servir.
El Jianbing se ha internacionalizado en los últimos años y se puede encontrar en ciudades como Londres, Dubái, Nueva York, Portland, Oregón, Seattle, Chicago, San Francisco, Toronto y Sídney, algunas veces con modificaciones para satisfacer gustos locales.

## Historia
El Jianbing se originó en el norte de China. Su historia se remonta a 2000 años atrás en la provincia de Shandong, durante el período de los Tres Reinos (220-280 d. C.). Según las leyendas, el canciller Zhuge Liang se encontró con el problema de alimentar a sus soldados después de que perdieran sus woks. Ordenó a los cocineros que mezclaran agua con harina de trigo para hacer la masa y luego la esparcieran sobre escudos o planchas planas de cobre colocados sobre una llama. El plato elevó la moral de los soldados y les ayudó a ganar la batalla. Después de eso, el jianbing se transmitió de generación en generación en la provincia de Shandong y se extendió gradualmente a diferentes partes de China.

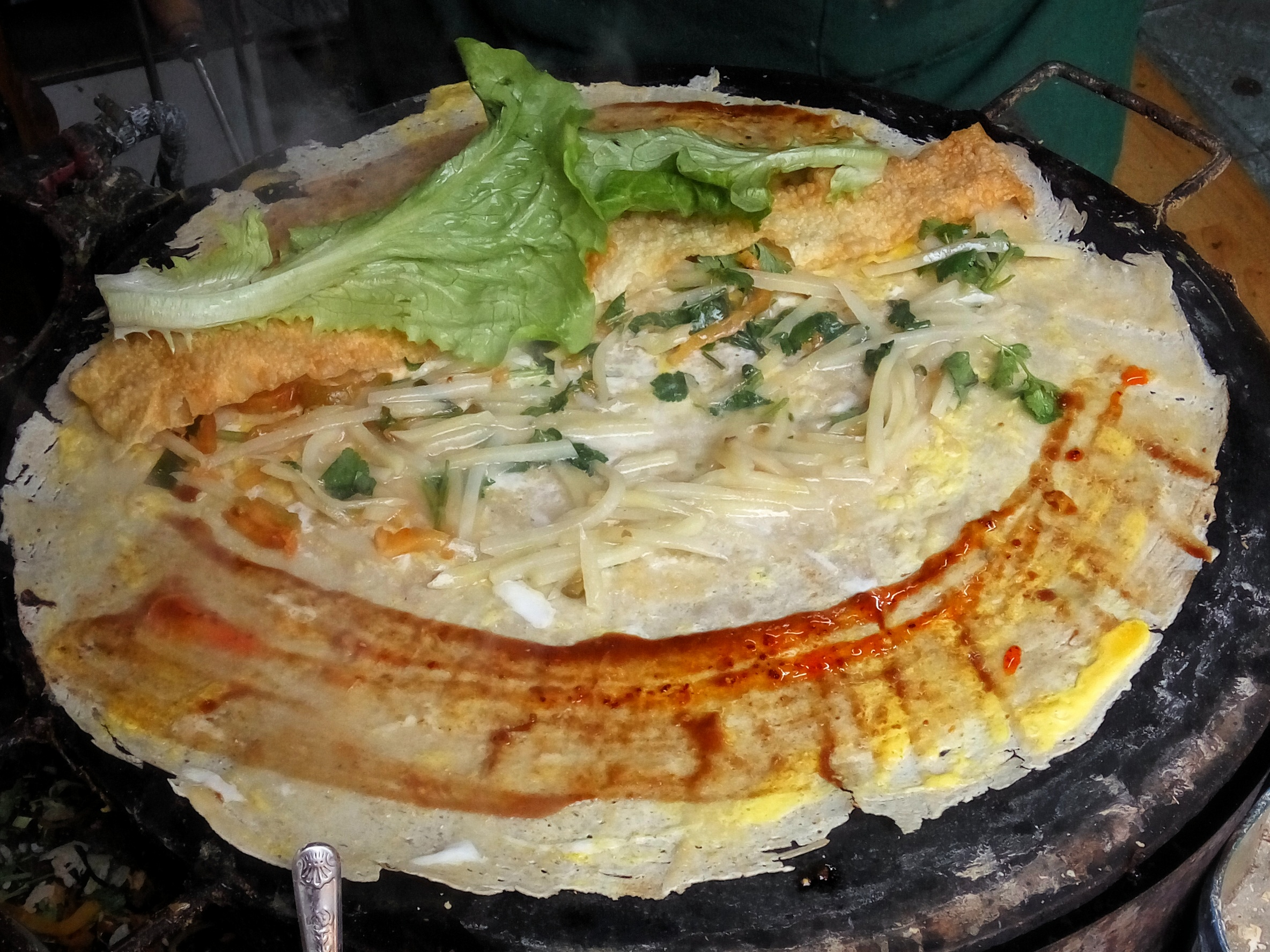
Un jianbing sin envolver que muestra todos los ingredientes del interior.

 La materia prima utilizada en los panqueques antiguos debería ser el mijo, ya que era uno de los alimentos comunes de los antiguos norteños. En la antigüedad, los panqueques se hacían con 鏊 ("ào" - pinyin ).

## Características

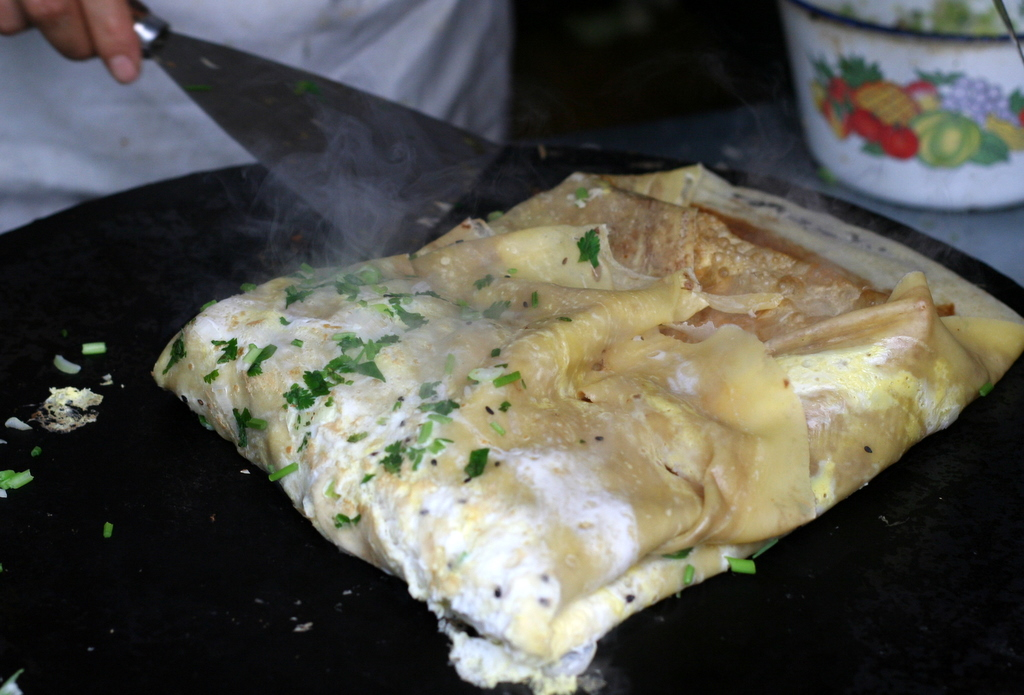
Jianbing durante la cocción

Las características del jianbing explican su popularidad en China y Occidente.
El jianbing nunca está "precocido". Para conservar su frescura, se prepara en el momento, por lo que a menudo los consumidores debes esperar su turno, aunque el tiempo de preparación es corto. 
Parte del atractivo es que los clientes pueden ver cómo los ingredientes crudos se unen para formar el plato.
Puede satisfacer los gustos de diferentes personas, ya que puede prepararse con muchos ingredientes diferentes y mezclarse con diferentes salsas, mermeladas y sabores en diferentes proporciones.  Según los proveedores fuera de la Universidad Normal de China Oriental,  aunque a algunos clientes les gustan los sabores picantes y a otros no les gusta el cilantro, pueden crear su propio jianbing.
El bajo costo del jianbing es también una de las razones de su popularidad, ya que los ingredientes básicos son económicos en sí mismos.
Además, el jianbing es un tipo de Bing que tiene ricos valores de nutrientes. Contiene abundantes nutrientes ya que puede estar hecho de soja, frijol mungo, frijoles negros, lechuga, maní y huevos.
El jianbing se puede hacer a partir de varios granos como trigo, frijoles, sorgo, maíz, etc. Contienen varios nutrientes del propio grano. 

## Variaciones regionales
El jianbing tradicional se originó en Shandong y floreció en Tianjin. Está hecho básicamente de harina y huevos con diferentes rellenos y salsas. Como hay muchas variaciones según los gustos y preferencias en diferentes regiones, muchas ciudades tienen sus propias versiones. El jianbing al estilo de Shandong y el jianbing al estilo de Tianjin son las dos versiones más comunes en China.

### Jianbingal estilo de Shandong
El jianbing de la provincia de Shandong tiene una textura crujiente y más duro ya que su masa se forma a partir de la mezcla de harina que contiene principalmente cereales secundarios como maíz, sorgo y mijo.
En los viejos tiempos, la gente preparaba jianbing al estilo de Shandong principalmente enrollando con cebolletas o sirviéndolo con sopa de carne. Hoy en día, la variedad de rellenos es más rica y se diferencia según la preferencia, por ejemplo, como rellenos también se utilizan batatas, lechugas y cerdo.

### Jianbingguozi
El jianbing de Tianjin es una transformación del jianbing originado en Shandong. También se le llama jianbing guozi. Guozi se refiere a su relleno youtiao. Tiene un sabor más suave ya que la crepa está hecha de harina de frijol mungo, que contiene menos gluten. Además, el jianbing estilo Tianjin se cubre con youtiao (barra de masa frita), mientras que el estilo Shandong que venden los vendedores ambulantes generalmente se cubre con baocui (薄脆 galleta frita crujiente).

## Jianbinginternacionalizado
Jianbing también se prepara en el Reino Unido, Estados Unidos y Australia por proveedores occidentales y jóvenes empresarios chinos. En los EE. UU., se ha convertido en una de las tendencias alimentarias más recientes y gana una gran popularidad entre los clientes estadounidenses y del este de Asia, en particular los estudiantes chinos en el extranjero. Los proveedores occidentales se inspiraron para comenzar a hacer negocios en casa después de probarlo por primera vez en China.
Además del jianbing tradicional chino, algunos proveedores en los EE. UU. ofrecen varias versiones para satisfacer el gusto de los clientes estadounidenses, como el jianbing vegetariano y el jianbing sin gluten. Los rellenos de cruce de culturas como cerdo desmenuzado a la barbacoa, tocino, queso, salchichas y spam también se ofrecen para permitir que los clientes creen sus propios jianbing personalizados.
Los rellenos de jianbing son diversos a partir de la introducción de innovaciones. El Tai Chi Jianbing de San Francisco lleva jianbing de hilo de pescado, que está hecho con atún seco. Un food truck en Nueva York llamado "The Flying Pig jianbing"  ofrece diferentes opciones de relleno, como hilo de cerdo seco, panceta de cerdo y brotes de bambú. En otra tienda llamada Mr. Bing,  la masa de crepas está hecha de harina de mijo, harina de trigo sarraceno y arroz morado. También se muestran muchos jianbing caracterizados. Por ejemplo, se introducen el cha chaan bing con mantequilla de maní y leche condensada, y el bing de pato Pekín con salsa de pato, trozos de pepino y rodajas de pato.
En el Reino Unido, el puesto de comida callejera Mei Mei's Street Cart llevó el jianbing al Reino Unido en 2012, llevando su jianbing a Londres, Manchester, Leeds, Sheffield y Brighton y ganando dos premios. Venden el jianbing tradicional junto con su jianbing "londinense" con rellenos como pollo frito y cerdo char siu, para aprovechar el jianbing tradicional y convertirlo en un plato más sustancioso.
Senbei (煎餅) es un dulce japonés cuyo nombre es análogo a jianbing y se escribe con los mismos caracteres chinos en japonés, pero en realidad es un alimento diferente.